# Nanniwan

Nanniwan ou Nan ni wan (chinois traditionnel : 南泥灣 ; chinois simplifié : 南泥湾 ; pinyin : Nán ní wān ; litt. « Sud de la baie boueuse ») est un chant révolutionnaire écrit par le dramaturge et poète He Jingzhi et composé par Ma Ke en 1943. Il a été rendu populaire par le parti communiste chinois et demeure encore aujourd'hui l'une des chansons les plus reconnaissables de la république populaire de Chine.

## Histoire
Nanniwan est une gorge situé à environ 90 km au sud-est de Yan'an, dans la province du Shaanxi. En réponse à des blocus imposés dès 1941 par l'armée impériale japonaise d'une part et les nationalistes d'autre part, les communistes décidèrent d'y démarrer la production d'opium et de pavot, de manière à expérimenter un développement agricole à petite échelle et ainsi atteindre l'autosuffisance. Pour ce faire, la 359e brigade appartenant à l'armée de la 8e route y fut directement déployée pour améliorer la cadence de la production.
La propagande communiste qualifia rapidement Nanniwan de grand succès, et une chanson fut commandée en 1943 à cet effet. Les paroles, écrites par He Jingzhi, furent calquées sur une mélodie folklorique traditionnelle provenant du nord du Shaanxi.
La popularité de la chanson augmenta durant les derniers mois de la seconde guerre sino-japonaise ainsi qu'après la victoire des communistes sur l'ensemble de la Chine continentale en 1949.

## Paroles
| Chinois simplifié | Chinois traditionnel | Pinyin | Sens des paroles en français |
| --- | --- | --- | --- |
| 花篮的花儿香 听我来唱一唱 唱一呀唱 来到了南泥湾 南泥湾好地方 好地呀方 好地方来好风光 到处是庄稼 遍地是牛羊 往年的南泥湾 处处是荒山 没呀人烟 如今的南泥湾 与往年不一般 不一呀般 如呀今的南泥湾 与呀往年不一般 再不是旧模样 是陕北的好江南 陕北的好江南 鲜花开满山 开呀满山 学习那南泥湾 处处是江南 是呀江南 又学习来又生产 三五九旅是模范 咱们走向前 鲜花送模范 | 花籃的花兒香 聽我來唱一唱 唱一呀唱 來到了南泥灣 南泥灣好地方 好地呀方 好地方來好風光 到處是莊稼 遍地是牛羊 往年的南泥灣 處處是荒山 沒呀人煙 如今的南泥灣 與往年不一般 不一呀般 如呀今的南泥灣 與呀往年不一般 再不是舊模樣 是陝北的好江南 陝北的好江南 鮮花開滿山 開呀滿山 學習那南泥灣 處處是江南 是呀江南 又學習來又生產 三五九旅是模範 咱們走向前 鮮花送模範 | Huālán de huā er xiāng tīng wǒ lái chàng yī chàng chàng yī ya chàng lái dàole nán ní wān nán ní wān hǎo dìfāng hǎo de ya fāng hǎo dìfāng lái hǎo fēngguāng dàochù shì zhuāngjia biàndì shì niú yáng wǎngnián de nán ní wān chùchù shì huāngshān méi ya rén yān rújīn de nán ní wān yǔ wǎngnián bù yībān bù yī ya bān rú ya jīn de nán ní wān yǔ ya wǎngnián bù yībān zài bu shì jiù múyàng shì shǎnběi de hǎo jiāngnán shǎnběi de hǎo jiāngnán xiānhuā kāi mǎn shān kāi ya mǎn shān xuéxí nà nán ní wān chùchù shì jiāngnán shì ya jiāngnán yòu xuéxí lái yòu shēngchǎn sānwǔjiǔ lǚ shì mófàn zánmen zǒuxiàng qián xiānhuā sòng mófàn | Les fleurs de cette corbeille sont parfumées au raisin sec Écoute moi chanter un petit peu trop Chanter un petit peu trop Je suis arrivé dans Nanniwan Nanniwan, un bon et bel endroit Un bon et bel endroit Un bon et bel endroit avec un merveilleux paysage Un bon endroit avec un merveilleux paysage Des récoltes en tout lieu Partout des vaches et des moutons Nanniwan dans le passé Il N'était constituée que de montagnes trop inhabitées Il n'y avait personne Le Nanniwan d'aujourd'hui Est si différent de celui d'avant Si différent Le Nanniwan d'aujourd'hui Est si différent de celui d'avant Il n'a pas trop vieilli d'apparence C'est le Jiangnan du nord de Shaanxi Le Jiangnan du nord du Shaanxi Les fleurs couvrent l'ensemble des montagnes Couvrent l'ensemble des montagnes Étudie ce Nanniwan Tous les lieux seront comme le sud du fleuve Yangtsé Oui, au sud du fleuve Yangtsé Gardons encore, produisons plus La 359e brigade demeure notre modèle Nous marchons vers l'avant Les fleurs de Nanniwan nous fournissent nos modèles |